# Лыхмус, Свен
Све́н Лы́хмус (эст. Sven Lõhmus, род. 13 июля 1972) — известный эстонский музыкальный продюсер, автор песен и музыкант.
Свен Лыхмус считается Ральфом Зигелем Эстонии. Многие песни, исполненные эстонскими исполнителями на Евровидении имели его авторство.

## Биография
Родился 13 июля 1972 года в Эстонии.
Окончил 1-ю среднюю школу и Таллиннский педагогический университет по специальности оркестровое дирижирование.

## Творчество
Создатель около 10 групп и автор около 100 музыкальных композиций, получивших известность как в интернете, так и на международных и национальных конкурсах
Создатель групп Vanilla Ninja (c 2002 по 2003 являлся продюсером группы), Suntribe и Urban Symphony. Является так же продюсером Mari-Leen, Лауры Пылдвере и Getter Jaani.
Является участником двух групп: Mr. Happyman и Black Velvet, созданных по его идее.
Среди свои хобби Свен выделяет: занятие каратэ, автоспорт (он является его большим поклонником), собирание виниловых пластинок, зимние виды спорта, в последнее время увлёкся моделированием и коллекционированием моделей самолетов

## Наиболее известные написанные песни и подопечные исполнители
Среди наиболее известных групп и исполнителей выделяются:
- Suntribe
- Urban Symphony
- Mari-Leen
- Лаура Пылдвере
- Геттер Яани
- Vanilla Ninja

Известные в Эстонии группы:
- Mr. Happyman
- Black Velvet
- LY
- Moon Taxi

Многие исполнители, участники отборочного тура в Эстонии также выступали на конкурсе с композициями Свена Лыхмуса:
Eurolaul и Eesti Laul
| Год  | Артист                   | Песня                     | место в конкурсе |
| ---- | ------------------------ | ------------------------- | ---------------- |
| 1998 | Mona вместе с Karl Madis | «Maailm kahele»           | 9                |
| 1999 | Black Velvet             | «Solo»                    | 5                |
| 2000 | White Satin              | «Church Of Love»          | 9                |
| 2001 | Soul Control             | «Life Is A Beatiful Word» | 5                |
| 2002 | Nightlight Duo           | «Another Country Song»    | 2                |
| 2003 | Vanilla Ninja            | «Club Kung Fu»            | 9                |
| 2003 | Nightlight Duo           | «I Can Be The One»        | 4                |
| 2005 | Laura Põldvere           | «Moonwalk»                | 2                |
| 2005 | Suntribe                 | «Let’s Get Loud»          | 1                |
| 2007 | Laura Põldvere           | «Sunflowers»              | 3                |
| 2009 | Urban Symphony           | «Rändajad»                | 1                |
| 2009 | Laura Põldvere           | «Destiny»                 | 3                |
| 2011 | Геттер Яани              | «Rockefeller Street»      | 1                |
| 2017 | Койт Тооме и Лаура       | «Verona»                  | 1                |

## Награды
3 раза, в 2003, 2004 и 2010 годах выигрывал награду как «Лучший Автор» на Ежегодной премии эстонской поп-музыки.